# هارولد نيل
هارولد نيل (بالإنجليزية: Harold Neal)‏ هو سياسي بريطاني (وحمل سابقاً جنسية المملكة المتحدة لبريطانيا العظمى وأيرلندا)، ولد في 3 يوليو 1897، وتوفي في 24 أغسطس 1972. حزبياً، نشط في حزب العمال.

## مناصب
- في الانتخابات الفرعية في مجلس العموم البريطاني [الإنجليزية]‏، انتخب عضو برلمان المملكة المتحدة الـ37 عن دائرة Clay Cross (UK Parliament constituency) [الإنجليزية]‏ (14 أبريل 1944 – 15 يونيو 1945).
- في الانتخابات العامة في المملكة المتحدة 1945 [الإنجليزية]‏، انتخب عضو برلمان المملكة المتحدة الـ38 عن دائرة Clay Cross (UK Parliament constituency) [الإنجليزية]‏ (5 يوليو 1945 – 3 فبراير 1950).
- في الانتخابات العامة في المملكة المتحدة 1950 [الإنجليزية]‏، انتخب عضو برلمان المملكة المتحدة الـ39 عن دائرة بولسوفير (23 فبراير 1950 – 5 أكتوبر 1951).
- في الانتخابات العامة في المملكة المتحدة 1951 [الإنجليزية]‏، انتخب عضو برلمان المملكة المتحدة الـ40 عن دائرة بولسوفير (25 أكتوبر 1951 – 6 مايو 1955).
- في الانتخابات العامة في المملكة المتحدة 1955 [الإنجليزية]‏، انتخب عضو البرلمان الحادي والأربعين للمملكة المتحدة ‏ عن دائرة بولسوفير (26 مايو 1955 – 18 سبتمبر 1959).
- في الانتخابات العامة في المملكة المتحدة 1959 [الإنجليزية]‏، انتخب عضو البرلمان الثاني والأربعون للمملكة المتحدة ‏ عن دائرة بولسوفير (8 أكتوبر 1959 – 25 سبتمبر 1964).
- في الانتخابات العامة في المملكة المتحدة 1964 [الإنجليزية]‏، انتخب عضو البرلمان الثالث والأربعون للمملكة المتحدة عن دائرة بولسوفير (15 أكتوبر 1964 – 10 مارس 1966).
- في الانتخابات العامة في المملكة المتحدة 1966 [الإنجليزية]‏، انتخب عضو البرلمان الرابع والأربعون للمملكة المتحدة عن دائرة بولسوفير (31 مارس 1966 – 29 مايو 1970).